# Thiré

Thiré este o comună în departamentul Vendée, Franța. În 2009 avea o populație de 553 de locuitori.